# Gōshō Aoyama
Gōshō Aoyama (青山 剛昌 Aoyama Gōshō) (Hokuei, Prefectura de Tottori; 21 de junio de 1963)es un mangaka japonés reconocido por crear la serie Detective Conan la cual actualmente aún sigue escribiendo. Otros mangas famosos son Yaiba y Magic Kaito.

## Biografía
Aoyama tenía talento para dibujar incluso a una edad temprana. En la escuela primaria, su pintura de "Guerra de Yukiai" ganó un concurso y se exhibió en los grandes almacenes Tottori Daimaru.
Empezó a dibujar cuando aún era un estudiante de bellas artes en la universidad de Nihon, donde entró a formar parte del club de manga, porque le pareció divertido. Allí conoció al mangaka Yutaka Abe, quien le animó a seguir dibujando y le impulsó a hacer la carrera de mangaka, ya que la intención principal de Aoyama al entrar a la facultad era ser profesor de arte, pero que cambió al tomarse en serio los elogios de Abe.
Su debut se produjo el mismo año que terminó su carrera universitaria, con la obra Chotto Matte un one shot que fue publicada en la revista Shōnen Sunday en invierno de 1987. Después en 1988 nace Magic Kaito que se publicó en la misma revista, al igual que el manga de Yaiba.
A principios de los 90 Aoyama publica en 1993 el manga "El bate mágico" se trata de un joven beisbolista sin talento llamado Nagashima, que adquiere en una tienda de deportes un bate mágico y que funciona con dinero. Un manga de autosuperación personal y comedia.
En 1994 la editorial Shōgakukan publicó un manga recopilatorio llamado Aoyama Gosho Tanpenshuu, traducido como "Historias cortas de Gosho Aoyama" contiene 8 historias y en España fue publicado por Planeta De Agostini.
Ese mismo año 1994 su fama se alcanzó cuando comenzó Detective Conan publicado en Shonen Sunday. La serie ha traspasado las fronteras niponas y ha llegado hasta Francia, Alemania. En España goza de un gran éxito, incluyendo Latinoamérica, siendo la serie más larga que se ha publicado en el país. Actualmente todavía continúa elaborando nuevos capítulos de la serie.
Aoyama ganó el premio Shōgakukan en la categoría Shōnen entre los años 1993 y 2001.
En 2007 Aoyama crea Tell me a lie, otro trabajo one shot sobre una chica llamada Terumi Arai que puede leer la mente de la gente cuando ella los mira a los ojos. Publicado por Young sunday.
En 2014, se celebraron los veinte años del manga de Gosho Aoyama, emitiendo el episodio "Detective Conan: La desaparición de Conan Edogawa: los peores dos días de la historia" un especial de 2 horas.
En 2016, la editorial Planeta Comic volvió a editar los cuatro volúmenes el manga Magic Kaito de Gosho Aoyama.
En 2017, sus obras habían vendido 200 millones de ejemplares, y se lanzó el libro "Aoyama Gosho 30-Shuunen Hon" en homenaje a Gosho Aoyama.
En 2018, los números de junio y julio de la revista Shônen Sunday S se agotaron, y se tuvo que hacer una reimpresión, esto fue atribuido a la gran popularidad del personaje Toru Amuro, que era portada en los dos números, que también llevaban contenido extra de la obra de Gosho Aoyama.
En 2019, se volvió a lanzar un nuevo juego del manga Detective Conan, el juego Detective Conan Skateboard Run: Kaito Kid and the Mysterious Treasure fue lanzado para la consola Nintendo Switch, la temática del juego estuvo centrada en el skate.
En 2020, el estreno de la película The Scarlet Bullet, tuvo que ser aplazado a causa del COVID-19.
En 2021, su obra Detective Conan llegó a los 100 volúmenes del manga. También se anunció que dos spin-offs de Detective Conan se estrenarían en Netflix, y Amazon Prime Video incorporó el anime de Detective Conan a su catálogo.

## Vida personal
El 5 de mayo de 2005, Aoyama se casó con Minami Takayama, la cantante de Two-Mix y actriz de voz de Conan en la adaptación al anime de Detective Conan. El 10 de diciembre de 2007 ambos se divorciaron.
Aoyama tiene dos hermanos menores, un médico y un ingeniero, que lo consultan cuando aparecen trucos de automóviles o conceptos médicos en Detective Conan.
El 18 de marzo de 2007, se inauguró Gosho Aoyama Manga Factory, un museo que celebra la carrera de Aoyama como artista de manga.

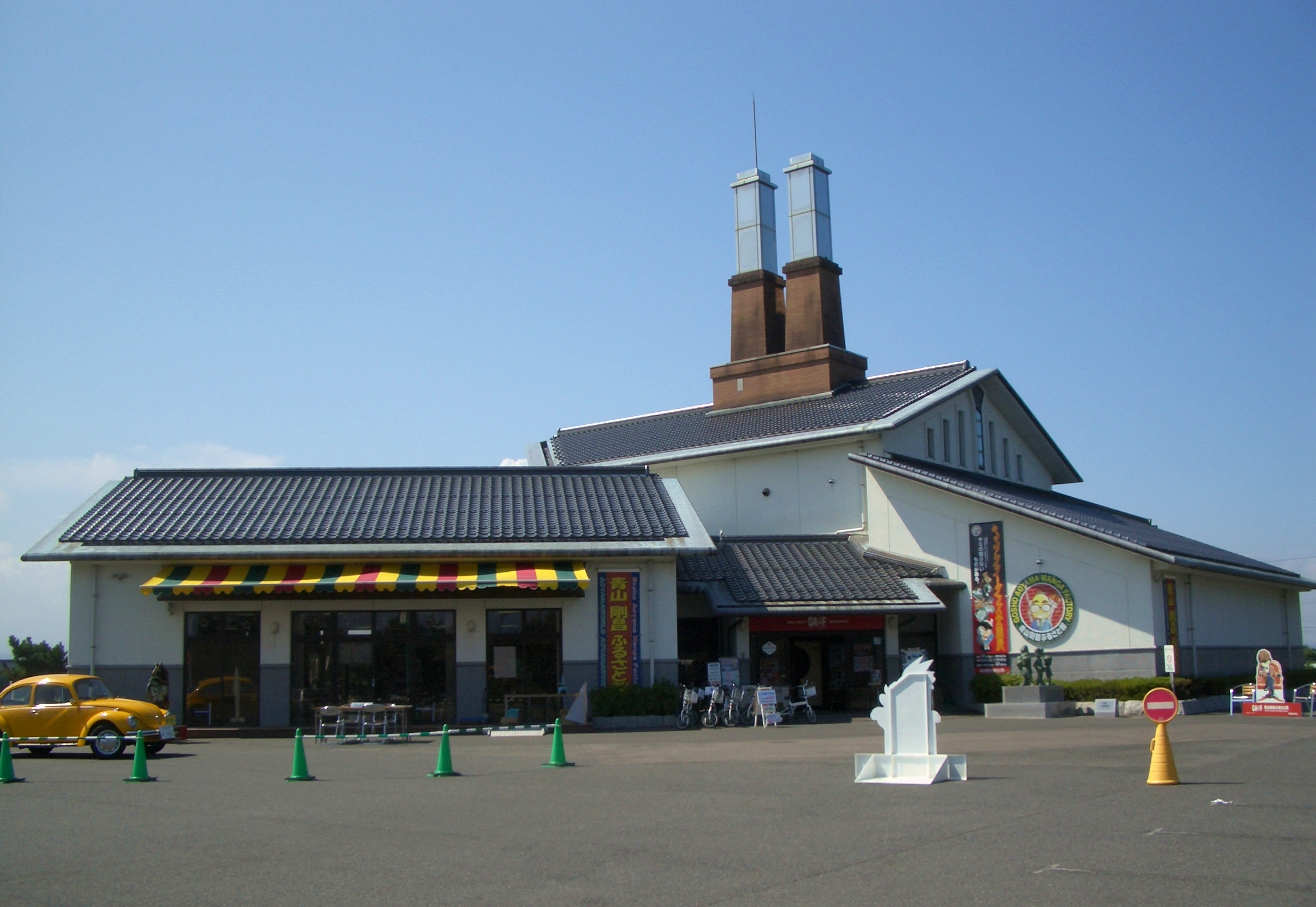
Factorial del manga de Gosho Aoyama

## Trabajos
- Wait a Minute (ちょっとまってて, Chotto Mattete) (1987)
- Magic Kaito (まじっく快斗, Majikku Kaito) (1987-presente)
- Yaiba (1988-1993)
- 3rd Base 4th ((4番サード, Yoban Sādo) (1991-1993)
- Historias cortas de Gosho Aoyama (1994)
- Detective Conan (名探偵コナン, Meitantei Conan) (1994-presente)
- Tell me a lie (私にウソをついて, Watashi ni Uso wo Tsuite) (2007)